# Bashidang
Bashidang (chinesisch 八十垱遗址, Pinyin Bāshídàng yízhǐ) ist eine neolithische Stätte der Pengtoushan-Kultur, die in der Großgemeinde Mengxi im Kreis Li der chinesischen Provinz Hunan entdeckt wurde. Sie wird auf die Zeit vor 8000 – 9000 datiert. Es wurden in Nassfeldkulturen angebauter Xian-Reis (籼), Jing (bzw. Geng)-Reis (粳) und Wilder Reis 野生稻 (Oryza rufipogon) entdeckt.
Die Bashidang-Stätte steht seit 2001 auf der Liste der Denkmäler der Volksrepublik China (5-93).